# Paolo Guerrero
José Paolo Guerrero Gonzales (* 1. ledna 1984 Lima) je peruánský fotbalový útočník, hráč brazilského Clube de Regatas do Flamengo. Jeho strýcem byl brankář José González Ganoza.
Je odchovancem Alianzy Lima, v roce 2002 odešel do FC Bayern Mnichov. Vyhrál s ním Bundesligu 2005 a 2006, poté přestoupil do Hamburger SV, kde získal Pohár Intertoto 2007. V roce 2012 přestoupil do SC Corinthians Paulista a podílel se na vítězství v Mistrovství světa ve fotbale klubů 2012, kde vstřelil obě branky svého týmu, a také v poháru Recopa Sudamericana v roce 2013.
V peruánské reprezentaci debutoval v roce 2004, odehrál 86 zápasů a vstřelil 32 gólů (historický rekord). Startoval na Copa América 2007 (čtvrtfinále), Copa América 2011 (3. místo), Copa América 2015 (3. místo) a Copa América 2016 (čtvrtfinále). Byl nejlepším střelcem turnaje v letech 2011 (5 branek) a 2015 (4 branky, dělil se s Eduardem Vargasem z Chile. V roce 2015 byl mezi fotbalisty nominovanými na Zlatý míč FIFA.